# Vars, Hautes-Alpes

Vars este o comună în departamentul Hautes-Alpes, Franța. În 1 ianuarie 2022 avea o populație de 592 de locuitori.